# گوگل پادکستز
گوگل پادکستز (به انگلیسی: Google Podcasts) برنامه پادکستی است که توسط گوگل ساخته و در ۱۸ ژوئن ۲۰۱۸ برای دستگاه‌های اندروید منتشر شد.
 در سپتامبر سال ۲۰۱۸، واحد پشتیبانی گوگل کست (Google Cast) به گوگل پادکستز اضافه شد.
در گوگل آی/او سال ۲۰۱۹، نسخه وب گوگل پادکستز را برای اندروید، ای‌اواس و ویندوز رونمایی شد. نسخه آی‌اواس در مارس ۲۰۲۰ راه‌اندازی شد.